# Expedició 19
L'Expedició 19 va ser la dinovena estada de llarga durada a l'Estació Espacial Internacional (ISS). Aquesta expedició va ser llançada el 26 de març de 2009, a les 11:49 UTC a bord d'una nau espacial Soiuz TMA-14. L'Expedició 19 va ser l'última expedició de tres membres, abans de l'augment de tripulació a sis membres amb l'Expedició 20.
Aquesta expedició va ser comandada pel Coronel de les Forces Aèries Russes Guennadi Pàdalka. En el 31 de març de 2009, Pàdalka va plantejar una qüestió sobre l'ús compartit de les instal·lacions, com ara equips d'exercicis i lavabos. En Pàdalka afirma l'aprovació inicial de no utilitzar equips d'exercici de propietat del govern americà. Els membres russos i americans van ser informats per utilitzar només els seus propis lavabos i no compartir les racions. El resultat va ser una disminució general de la moral a l'estació.

## Tripulació
| Posició                      | Tripulant                                 |
| ---------------------------- | ----------------------------------------- |
| Comandant                    | Guennadi Pàdalka, RSA Tercer vol espacial |
| Enginyer de vol 1            | Michael Barratt, NASA Primer vol espacial |
| Enginyer de vol 2            | Koichi Wakata, JAXA Tercer vol espacial   |
| Comandant de reserva         | Jeffrey Williams, NASA (per en Barratt)   |
| Enginyer de vol 1 de reserva | Maksim Surayev, RSA (per en Pàdalka)      |
| Enginyer de vol 2 de reserva | Soichi Noguchi, JAXA (per en Wakata)      |